# West Hampstead (London Underground)

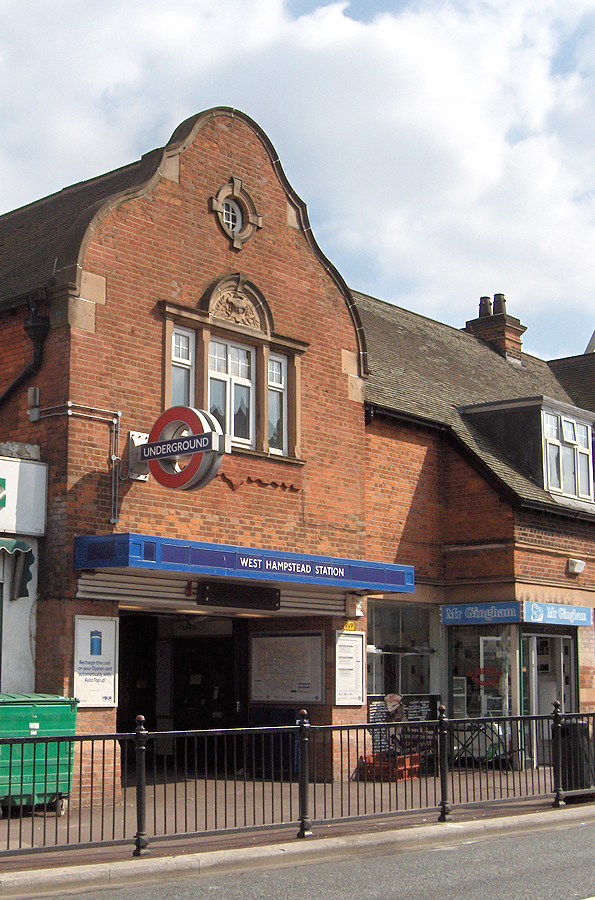
Stationsgebäude

West Hampstead ist eine oberirdische Station der London Underground im Stadtbezirk London Borough of Camden. Sie liegt in der Travelcard-Tarifzone 2 an der West End Lane. Die von der Jubilee Line bediente Station wurde im Jahr 2014 von 10,59 Millionen Fahrgästen genutzt. In unmittelbarer Nähe befindet sich der Bahnhof West Hampstead, der von den Gesellschaften Thameslink und London Overground bedient wird.
Die Eröffnung der Station erfolgte am 30. Juni 1879 durch die Metropolitan Railway (Vorgängergesellschaft der Metropolitan Line). Ab 20. November 1939 hielten hier auch Züge der Bakerloo Line, die den Verkehr auf der Stanmore-Zweigstrecke übernahmen. Der Parallelverkehr währte jedoch nur einige Monate; um eine Beschleunigung und Entflechtung zu ermöglichen, passieren Züge der Metropolitan Line seit dem 7. Dezember 1940 diese Station ohne Halt. Am 1. Mai 1979 übernahm die neu eröffnete Jubilee Line den Verkehr der Bakerloo Line.